# Alexander Klein (Architekt)
Alexander Klein (* 17. Juni 1879 in Odessa, Russland; † 15. November 1961 in New York City, New York, Vereinigte Staaten) war ein deutscher und israelischer Architekt, Stadtplaner, Autor und Hochschullehrer.

## Leben
Nach dem Architekturstudium und Studienreisen arbeitete Klein als Chefarchitekt eines Großkrankenhauses mit 2000 Betten in St. Petersburg. Dort war er als Vorstand der Gesellschaft zur Bekämpfung der Wohnungsnot aktiv. 1913 wurde er zum Stadtbaurat von St. Petersburg berufen. 1920 verließ er Russland und siedelte nach Berlin über.
Eines seiner Hauptziele war, die Kleinwohnungsgrundrisse mit ihren vielen unproduktiven Flächen zweckmäßig und wirtschaftlich zu gestalten. Er entwickelte die „flurlose Wohnung“, indem er den dunklen Flur durch einen hellen Wohnzimmervorraum ersetzte; darüber hinaus teilte er den Grundriss in zwei Raumgruppen: Wohn-, Esszimmer und Küche sowie Schlaf-, Schrankzimmer und Bad. Seiner Vorstellung nach sollte jeder Grundrisstyp „eine seiner Nutzfläche entsprechende, bestimmte Bautiefe und Frontlänge“ haben; dieses Konzept publizierte er in der Fachzeitschrift Wasmuths Monatshefte für Baukunst und setzte es in Siedlungen (Bauausstellung 1928) und Wohnbauten in Berlin, Leipzig und Bad Dürrenberg um. Sein wichtigstes Projekt war die Großsiedlung in Bad Dürrenberg mit über 1000 Wohnungen, die im Zuge der Erweiterung der dortigen Leunawerke ausgeführt wurde. In die Vorplanungen bezog er auch den vormaligen Bauhaus-Direktor Walter Gropius ein.
1933 wurde er mit Berufsverbot belegt, weil er Jude war. Infolge emigrierte Klein nach Paris und 1935 auf Einladung des Jüdischen Nationalfonds ins Mandatsgebiet Palästina, wo er zu einem der wichtigsten Stadt- und Siedlungsplaner des Landes wurde. Er bekam eine Professur am Technion in Haifa und leitete das dortige Institut für Institut für Städtebau. 1943 gründete er das Forschungsinstitut für Stadtplanung und Wohnungsbau.
Im Jahr 1954 erhielt Klein die Ehrendoktorwürde (als Dr.-Ing. E. h.) der Technischen Hochschule Stuttgart verliehen. 1960 übersiedelte er nach New York, wo er im folgenden Jahr starb.

## Werk

### Bauten und Entwürfe (unvollständig)
- 1906: Wettbewerbsentwurf für das Krankenhaus Peter der Große in St. Petersburg (prämiert mit dem 1. Preis)[2]
- 1910: Haus für S. Kaftal in St. Petersburg[2]
- 1912: Haus für A. M. in St. Petersburg[2]
- 1913–1914: Wohnhaus Kronwerkskij 5 in St. Petersburg[2]
- 1923: Villa für Bernardo Davidsohn in Berlin-Wilmersdorf[3][4]
- 1923–1924: Wohnbebauung Ballenstedter Straße 14–16 in Berlin-Wilmersdorf[5][4]
- 1925: Entwurf für die Randbebauung des Tempelhofer Felds (mit Ernst Serek)[6]
- 1925: Mehrfamilienwohnhaus an der Ravensberger Straße in Berlin[2]
- 1925: Wettbewerbsentwurf für eine Monumentalstraße Unter den Linden in Berlin[7][8]
- 1925: Wettbewerbsentwurf Typenentwürfe Wohnungsbau in Moskau
- 1926: Haus M. in Berlin-Wilmersdorf (mit Eberhard Encke)[2]
- 1926: Wettbewerbsentwurf einer Baumwollspinnerei in Iwanowo-Wosnessensk[2]
- 1927: Entwürfe für Reihenhä̈user in Berlin-Dahlem[9]
- vor 1928: Kleinhäuser in Berlin-Wilmersdorf[10]
- vor 1928: Miethaus-Wohnung in Berlin-Wilmersdorf[10]
- 1928: Einfamilienwohnhäuser und Mehrfamilienwohnhäuser in der Siedlung am Fischtalgrund in Berlin[4]
- 1928–1929: Villa für Dr. Schulz in Berlin-Dahlem, Dohnenstieg 24 (unter Denkmalschutz[4][11])
- nach 1928: Villa für Justizrat Klinke in Berlin-Dahlem, Warnemünder Straße[4]
- 1928–1930: Großsiedlung für die Leunawerke in Bad Dürrenberg (mit Walter Gropius)[3]
- 1936: Gartenstadt Kirjat Bialik[12]
- 1940: Gartensiedlung Tivon
- 1953: Campus des Technions in Haifa

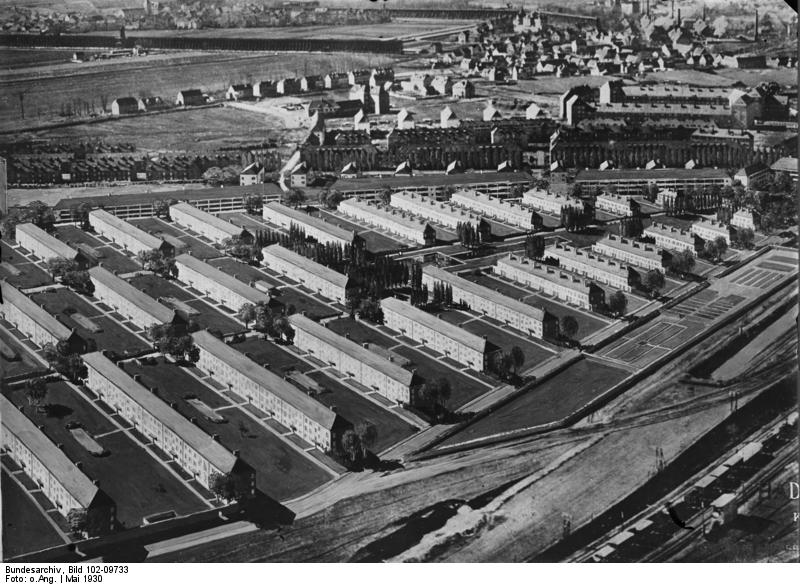
Großsiedlung der Leunawerke in Bad Dürrenberg

- 1957: Entwurf eines viergeschossigen Reihenhauses für die Interbau, Berlin-Hansaviertel[3]

### Schriften
- Tagesfragen der Berliner Wohnungswirtschaft. In: Der Städtebau, 20. Jahrgang 1925, Heft 6.
- Die Regelung baukünstlerischer Wettbewerbe in Rußland. In: Wasmuths Monatshefte für Baukunst und Städtebau, 9. Jahrgang 1925, Heft 10.
- Versuch eines graphischen Verfahrens zur Bewertung von Kleinwohnungsgrundrissen. In: Wasmuths Monatshefte für Baukunst und Städtebau, 11. Jahrgang 1927, Heft 7.
- Untersuchungen zur rationellen Gestaltung von Kleinwohnungsgrundrissen. In: Die Baugilde, 9. Jahrgang 1927, Heft 22.
- Drei Bebauungsmöglichkeiten eines Grundstückes in Berlin-Wilmersdorf. In: Die Bauwelt, 18. Jahrgang 1927, Heft 5.
- Neuzeitlicher Wohnungsbau. Aufgaben in Rußland. In: Die Bauwelt, 18. Jahrgang 1927, Heft 9.
- Brauchen wir Eingangsflure in Kleinstwohnungen? In: Die Bauwelt, 18. Jahrgang 1927, Heft 21.
- Gestaffelte, schräggestellte Einfamilienreihenhäuser. In: Die Bauwelt, 18. Jahrgang 1927, Heft 32.
- Die Umgestaltung der Straße „Unter den Linden“. In: Stadtbaukunst in alter und neuer Zeit, 8. Jahrgang 1927/1928, Heft 3.
- Architekt und Wohnungsbau (Rundfrage). In: Die Baugilde, 10. Jahrgang 1928, Heft 19.
- Neues Verfahren zur Untersuchung von Kleinwohnungsgrundrissen. In: Der Städtebau, 23. Jahrgang 1928, Heft 1.
- Bemerkungen zum russischen Klassizismus von 1910 bis 1915. In: Wasmuths Monatshefte für Baukunst und Städtebau, 12. Jahrgang 1928, Heft 8.
- Grundrißbildung und Raumgestaltung von Kleinwohnungen und neue Auswertungs-Methoden. In: Zentralblatt der Bauverwaltung, 48. Jahrgang 1928, Heft 34/35.
- Beiträge zur Wohnfrage. In: Fritz Block (Hrsg.): Probleme des Bauens, Band 1. Der Wohnbau. Müller & Kiepenheuer, Potsdam 1928, S. 116–145.
- Neues Verfahren zur Untersuchung von Kleinwohnungsgrundrissen. Vergleich der Wohneigenschaften von vier Kleinwohnungen mit gleicher Frontlänge und Bautiefe (8,5 mal 10 m). In: Die Wohnung, Jahrgang 1928/1929, Heft 3.
- Das Einfamilienhaus, Südtyp. Studien und Entwürfe mit grundsätzlichen Betrachtungen. Verlag Julius Hoffmann, Stuttgart 1934. (= Wohnbau und Städtebau, Band 1.)